# Böverstpark
Der Böverstpark ist ein öffentlicher Park in Hamburg-Lurup. Er liegt zentral im Stadtteil nahe dem Eckhoffplatz mit seinem Einkaufszentrum.

## Lage und Geschichte
Der 5,4 Hektar große Park erstreckt sich vom Lurup-Center an der Ecke Lüttkamp/Eckhoffplatz über das Gebiet rund um das Stadtteilhaus am Böverstland bis zur Straße Fahrenort. Er bildet einen Grünzug bis zum Altonaer Volkspark – hierfür wurde auch eine Ampelanlage an der Elbgaustraße eingerichtet – und wurde 2012 zeitgleich mit dem neuen Lurup-Center am Eckhoffplatz hergerichtet. Der Name wurde von der Flurbezeichnung Böverstland abgeleitet, die so viel bedeutet wie „oberes Land“. Es handelt sich um ehemalige Deponieflächen, wodurch auch die hügelige Topografie zu erklären ist. Der Park soll als neue grüne Mitte Lurups dienen.

## Einrichtungen
Parkbesucher finden sowohl Ruhemöglichkeiten als auch Raum für Sport und andere Aktivitäten. Ein Kinderspielplatz und ein Minigolfplatz sind integriert. Die Hügel des Böverstparks können im Winter zum Rodeln genutzt werden, die befestigten Wege eignen sich zum Inlineskaten und Fahrradfahren. Am Stadtteilhaus Lurup wurden mehrere Skaterampen sowie ein Fußball- und ein Streetballfeld erbaut, auch eine große Doppelseilbahn ist ebenso vorhanden wie zahlreiche Sitzmöglichkeiten, womit der Park als Treffpunkt dient. Mit bunten Mosaiksteinchen verzierte Betonbänke in Form der fünf Lurup-Buchstaben wurden von 21 Schülern der Stadtteilschule Lurup und der Bergedorfer Gewerbeschule Bautechnik unter dem Titel „BankKunst Lurup“ kreiert.
Eine große Hundeauslauffläche kann von Tierfreunden genutzt werden. Ein kleiner See wurde aus einem Regenrückhaltebecken gestaltet.

## Veranstaltungen
Der Park wird auch für Veranstaltungen genutzt. 2022 und 2023 fand ein Zirkusfestival im Park statt. Auch Open-Air-Kino wurde im Park gezeigt.